# Nettlestead Green
Nettlestead Green est un hameau du Kent, en Angleterre.